# Río Malacatos
Río Malacatos är ett vattendrag i Ecuador.   Det ligger i provinsen Loja, i den södra delen av landet, 500 km söder om huvudstaden Quito.